# NGC 5050
NGC 5050 је лентикуларна галаксија у сазвежђу Девица која се налази на NGC листи објеката дубоког неба.
Деклинација објекта је + 2° 52' 45" а ректасцензија 13h 15m 41,6s. Привидна величина (магнитуда) објекта NGC 5050 износи 13,8 а фотографска магнитуда 14,7. NGC 5050 је још познат и под ознакама UGC 8329, MCG 1-34-12, CGCG 44-43, PGC 46138.